# Isochariesthes euchromoides
Isochariesthes euchromoides es una especie de escarabajo longicornio del género Isochariesthes, tribu Tragocephalini, subfamilia Lamiinae. Fue descrita científicamente por Breuning en 1981.
Se distribuye por República Sudafricana. Mide aproximadamente 10,5-12,5 milímetros de longitud. El período de vuelo ocurre en los meses de noviembre y diciembre.